# 牛宿、女宿图
牛宿、女宿图，为一幅著名的汉代画像石上的作品，现存于河南南阳南阳汉画馆。为典型的汉朝艺术作品。